# Rudiger Dornbusch
Rüdiger « Rudi » Dornbusch, né le 8 juin 1942 à Krefeld en Rhénanie-Westphalie (Allemagne) et décédé le 25 juillet 2002 à Washington, D. C., est un économiste germano-américain, célèbre pour sa théorisation du phénomène de surréaction (overshooting).

## Biographie

### Jeunesse et études
Rüdiger Dornbusch naît le 8 juin 1942 à Krefeld, en Allemagne. Il étudie au gymnasium de Moltkeplatz à Krefeld, puis part faire ses études à l'étranger. Il reçoit une licence en sciences politiques à l'université de Genève, où il suit les cours en langue françaises, en 1966. Il y reste un an en tant qu'assistant au sein du département d'économie.
Il part ensuite aux États-Unis pour effectuer un doctorat en économie au sein de l'université de Chicago qu'il obtient en 1971.

### Parcours professionnel
Il enseigne à l'université de Rochester, à l'université de Chicago, ainsi qu'au MIT. 
Il décrit en 1976 le phénomène de surréaction (overshooting) du taux de change. Lorsqu'il survient, le taux de change s'éloigne de son cours d'équilibre dans le court terme, plus « ne devra le faire finalement à long-terme, de manière à ce que les anticipations de variation future soient cohérentes avec les écarts de taux d'intérêt entre les pays », et ses travaux sont à la base de tous les travaux sur le surajustement du taux de change.
Le livre Macro-economics (1978) qu’il a écrit avec Stanley Fischer traitant du sujet de la macro-économie est une référence pour les étudiants de sciences économiques,.
Dornbusch devient citoyen américain en 1992. Dans les années 1990, il est l'un des conseillers économiques du président Bill Clinton.
Rüdiger Dornbusch meurt d'un cancer le 25 juillet 2002 chez lui, à Washington D.C., à l’âge de 60 ans.

## Œuvres
- Open Economy Macroeconomics
- Macroeconomics Populism, 1990

## Livres publiés
- Macroeconomics 1990 (avec S. Fischer) 5th ed.
- International Economic Policy: Theory and Evidence (avec J.A. Frenkel.)
- Open Economy Macroeconomics 1980
- Inflation, Debt and Indexation 1983 (avec M.H. Simonsen.)
- Financial Policies and the World Capital Market 1983 (édité avec P. Aspe et M. Obstfeld.)
- Economics 1987 (with S. Fischer and R.Schmalensee)
- Restoring Europe's Prosperity 1986 (avec O. Blanchard et R. Layard)
- Dollars, Debts and Deficits 1987
- Macroeconomics and Finance 1987 (édité avec S.Fischer)
- The Political Economy of Argentina, 1946-83 1988. (édité avec G. diTella)
- Exchange Rates and Inflation 1988
- Stopping High Inflation 1988 (édité avec M.Bruno, G.diTella et S.Fischer)
- The Open Economy: Tools for Policy Makers in Developing Countries 1988 (édité avec Leslie Helmers)
- Public Debt Management: Theory and History 1990(édité avec Mario Draghi)
- Reform in Eastern Europe 1991 (avec O.Blanchard)
- Global Warming: Economic Policy Responses 1991 (édité avec J.Poterba)
- The Macroeconomics of Populism in Latin America 1991 (édité avec S.Edwards)
- East-West Migration 1992 (avec Layard, O.Blanchard, et Krugman)
- Postwar Economic Reconstruction and Lessons for the East Today 1993 (édité avec W. Nolling et R.Layard)
- Stabilization, Debt, and Reform: Policy Analysis For Developing Countries 1993
- Reform, Recovery and Growth 1994 (édité avec S.Edwards)
- Financial Opening: Policy Lessons for Korea 1995 (édité avec Y.C.Park)
- Keys to Prosperity: Free Markets Sound Money and a Bit of Luck 2000